# Anthrisque
Anthriscus
Genre
Les anthrisques (Anthriscus) sont un genre de plantes à fleurs de la famille des Apiaceae. Le genre comprend une douzaine d'espèces de plantes herbacées annuelles, bisannuelles ou parfois vivaces trouvées en Europe et dans les régions tempérées d'Asie.

## Étymologie
Le nom scientifique anthriscum  désignait le cerfeuil sauvage, plante qui porte comme noms vernaculaires « cerfeuil d'âne », « ciguë blanche », en raison de sa ressemblance avec la grande et la petite ciguë.

## Principales espèces

### Flore de France
- Anthriscus caucalis M.Bieb. - anthrisque commun
- Anthriscus cerefolium (L.) Hoffm. - cerfeuil commun
- Anthriscus nitida (Wahlenb.) Hazsl. - cerfeuil lustré ou alpestre
- Anthriscus sylvestris (L.) Hoffm. - cerfeuil sauvage ou anthrisque sauvage

### Liste d'espèces
- Anthriscus africana Crochet. F. (Afrique)
- Anthriscus caucalis M. Bieb. - Cerfeuil à gros fruits (originaire d'Afrique et d'Eurasie, introduit ailleurs)
- Anthriscus cerefolium (L.) Hoffm. - Cerfeuil des jardins, persil français (originaire d'Eurasie, introduit ailleurs)
- Anthriscus fumarioides (Waldst. & Kit.) Spreng. (Albanie, Grèce, Italie, Yougoslavie)
- Anthriscus glacialis Lipsky (Kazakhstan, Kirghizistan, Tadjikistan)
- Anthriscus kotschyi Fenzl ex Boiss. (Transcaucase, Turquie)
- Anthriscus lamprocarpa Boiss. (Liban, Syrie, Palestine, Turquie)
- Anthriscus mollis Boiss. & Reut.
- Anthriscus nemorosa (M. Bieb.) Spreng (Afrique et Eurasie)
- Anthriscus nitida (Wahlenb.) Garcke (Europe)
- Anthriscus ruprechtii Boiss. (Transcaucase, Turquie)
- Anthriscus schmalhausenii (Albov) Koso-Pol. (Transcaucase)
- Anthriscus sylvestris (L.) Hoffm. - Cerfeuil sauvage (originaire d'Afrique et d'Eurasie, introduit ailleurs)
- Anthriscus tenerrima Boiss. & Spruner (Grèce, Turquie)
- Anthriscus velutinus Sommier & Levier (Transcaucase)